# Symfonie nr. 9 (Schubert)
De negende symfonie in C-groot, D 944, bekend onder de bijnaam "De Grote", is de laatste symfonie die Franz Schubert voltooid heeft. De symfonie werd in 1849 voor het eerst gepubliceerd door Breitkopf & Härtel als "Symphonie / C Dur / für großes Orchester". Oorspronkelijk werd deze symfonie "De grote C-groot" genoemd om hem te onderscheiden van Schuberts zesde symfonie "De kleine C-groot", maar deze bijnaam wordt nu gebruikt als een verwijzing naar de 'majesteitelijke sfeer' van de symfonie. Een gemiddelde uitvoering duurt, als alle herhalingen in de partituur worden gerespecteerd, ongeveer een uur: dat is ongebruikelijk lang voor een symfonie uit het begin van de negentiende eeuw. De symfonie werd tien jaar na het overlijden van Schubert in première gebracht.

## Compositie
Lange tijd werd gedacht dat Schubert de symfonie schreef in zijn laatste levensjaar, 1828. Het klopt dat hij in de laatste maanden van zijn leven schetsen voor een nieuwe symfonie schreef, maar dit was een werk in D-groot dat gezien wordt als zijn laatste symfonie. Een uitvoeringsversie hiervan onder de fictieve naam Symfonie nummer 10 is gerealiseerd door Brian Newbould.
Schubert maakte zijn schetsen voor de negende symfonie voor het grootste gedeelte in de zomer van 1825. In een brief van maart 1824 verwees Schubert al naar dit nieuwe werk, toen hij schreef dat hij zich voorbereidde op het schrijven van 'een grootse symfonie', oorspronkelijk in de Deutsch Catalogus opgenomen als de "Gmunden-Gasteinsymfonie" D849. In de zomer van 1826 voltooide Schubert de orkestratie van het werk en in oktober van dat jaar stuurde hij het manuscript naar het "Gesellschaft der Musikfreunde" met een opdracht. In ruil hiervoor zorgden zij voor een kleine beurs en arrangeerden ze het kopiëren van de orkestpartijen. In het najaar van 1827 verzorgden zij een officieuze doorloop, maar de symfonie werd daarna terzijde gelegd omdat hij te lang en te moeilijk was voor het amateurorkest van het conservatorium.

## Vroege receptie
Volgens een recente hypothese kan de symfonie voor het eerst zijn uitgevoerd op 12 maart 1829 tijdens een "Concert Spirituel" in de Landständischer Saal of the Palais Niederösterreich in Wenen. Er is echter weinig bewijs voor deze hypothese en het spreekt contemporaine bronnen tegen die bewijzen dat Schuberts zesde symfonie (ook in C-groot) tijdens dit concert werd uitgevoerd. In 1836 heeft Schuberts broer Ferdinand Schubert geprobeerd om het laatste deel te laten uitvoeren, maar er is geen bewijs dat dit is gebeurd.
In 1838, tien jaar na het overlijden van Schubert, bezocht Robert Schumann Wenen. Bij de Gesellschaft der Musikfreunde toonde Ferdinand Schubert hem het manuscript van de symfonie. Schumann nam een kopie mee naar Leipzig en daar voerde Felix Mendelssohn op 21 maart 1839 het gehele werk uit tijdens een publiek concert in het Gewandhaus in Leipzig. Robert Schumann bejubelde de gebeurtenis in het Neue Zeitschrift für Musik met een enthousiast artikel waarin hij, met een uitspraak die beroemd zou worden, de symfonie prees om zijn "hemelse lengte".
De symfonie bleek echter heel moeilijk te zijn voor orkesten uit die tijd, vanwege de extreem lange fraseringen bij de houtblazers en de strijkers. Toen Mendelssohn de symfonie in 1842 in Parijs en in 1844 in Londen wilde uitvoeren, weigerden orkesten om het werk te spelen; in Londen zouden de violisten in lachen zijn uitgebarsten toen ze het tweede thema van de finale repeteerden.

## Moderne beoordeling
De negende symfonie wordt, samen met de achtste (de Unvollendete) door veel beoordelaars beschouwd als Schuberts meest hoogstaande compositie voor orkest. Het is ook een van zijn meest innovatieve composities: hoewel er nog altijd thematisch materiaal in de stijl van Beethoven aanwezig is, legt Schubert veel meer nadruk op de melodie. Deze nieuwe stijl zette Schumann ertoe aan zijn eigen symfonische ambities te volgen. De expansieve structuur van deze lange symfonie loopt vooruit op het symfonisch oeuvre van Bruckner.

## Nummering
Er is controverse over de nummering van Schuberts symfonieën. Door tijdgebrek, voorrang voor andere composities of Schuberts spreekwoordelijke slordigheid bestaan er verschillende onvoltooide symfonieën, losse delen en fragmenten (de beroemde Onvoltooide is lang niet zijn enige "onvoltooide"). Daardoor hebben musicologen veel aandacht besteed aan het inventariseren van zijn symfonisch oeuvre. Deze "Grote C-groot" symfonie wordt door sommige (meestal Duitse) wetenschappers als de zevende symfonie geteld. De meest recente versie van de Deutsch-catalogus telt die als de achtste symfonie, en de meeste Angelsaksische wetenschappers tellen die als de negende. Dit artikel beschouwt het werk als de negende symfonie, in lijn met de telling van oudsher van de eerdere symfonieën en in het belang van de duidelijkheid.

## Structuur
De symfonie volgt de klassieke vierdelige indeling:
1. Andante – Allegro ma non troppo – Più moto (685 maten), in C-majeur
2. Andante con moto (380 maten), in a-mineur
3. Scherzo. Allegro vivace (238 maten), in C-majeur; Trio (166 maten), in A-majeur
4. Finale. Allegro vivace (1154 maten), in C-majeur

### Per deel
I. Andante – Allegro ma non troppo – Più moto
Het eerste deel begint met een lange introductie met een eigen miniatuur-sonatevorm van expositie, doorwerking en recapitulatie. Het openingsthema komt op een gevarieerde manier als tweede thema terug in het hoofddeel van het eerste deel. De rest van het eerste deel kent een sonatevorm. Daarin worden de thema's worden herhaald en is er extra thematisch materiaal, zoals overgangsthema's. Opvallend is dat het tweede thema in e-klein begint, in plaats van het verwachte G-groot, en een prominente trombonesolo komt in de onverwachte toonsoort As-groot. Het openingsthema van de introductie wordt in de coda vanaf maat 570 herhaald.
Het afspelen van audio wordt niet ondersteund in uw browser. U kunt het audiobestand downloaden.
II. Andante con moto
Het afspelen van audio wordt niet ondersteund in uw browser. U kunt het audiobestand downloaden.
Het tweede deel is een aangepaste sonatevorm zonder ontwikkeling (ABAB). Het marsachtige eerste thema is sterk geworteld in de toonsoort van dit deel, a-klein, waar A-groot telkens doorheen komt. Het tweede thema in F-groot is lyrischer en troostend. Opvallend is dat de overgang van het eerste naar het tweede thema in de reprise verlengd is, en verder ontwikkeld wordt.
III. Scherzo. Allegro vivace; Trio
Het derde deel bestaat uit een lang scherzo in ABA-vorm (scherzo-trio-scherzo), opgezet in sonatevorm.
IV. Finale. Allegro vivace
De finale is opgezet volgens een uitgebreide sonatevorm. Er zijn liefst zes unieke thematische elementen te vinden in de hoofdthema's. De ontwikkeling richt zich vooral op het derde en zesde thematische element. In de begeleiding van twee thematische elementen klinkt nadrukkelijk veel ostinato. Halverwege dit laatste deel citeert Schubert het thema van de finale van de negende symfonie van Ludwig van Beethoven, bij wijze van eerbetoon. De reprise begint ongebruikelijk in Es-groot, moduleert dan naar F-groot en daarna pas naar C-groot; normaal gesproken is al het thematisch materiaal in de reprise in de toonsoort.

## Instrumentatie
De negende symfonie is geschreven voor een orkest bestaande uit:
- 2 fluiten
- 2 hobo's
- 2 klarinetten in A en C
- 2 fagotten
- 2 hoorns in C
- 2 trompetten in A en C
- 3 trombones
- pauken
- eerste en tweede violen
- altviolen
- celli
- contrabassen

Beethoven, de eerste grote componist die trombonepartijen in zijn symfonieën opnam, gebruikte de trombone sporadisch als effect in zijn vijfde en zesde symfonie. In zijn negende symfonie gebruikte hij de trombone als verdubbeling van de alt-, tenor- en baspartijen in het koor, zoals in die tijd gebruikelijk was in religieuze- en operamuziek. In zijn achtste en negende symfonie integreerde Schubert de trombones als volwaardige partijen in het orkest en gaf er zelfs melodische passages aan.